# Peter Rühring
Peter Rühring (* 10. Juli 1942 in Bremerhaven; † 9. April 2025 in Berlin) war ein deutscher Schauspieler.

## Leben

### Ausbildung und Theater
Rühring absolvierte von 1966 bis 1969 eine Schauspielausbildung an der Westfälischen Schauspielschule Bochum. Er hatte im Verlauf seiner weiteren Karriere mehrere Festengagements als Theaterschauspieler, so am Nationaltheater Mannheim (1972–1988), am Staatstheater Stuttgart (1988–1996) und zuletzt am Residenztheater München (1996–2001), wo er unter der Regie von Klaus Emmerich, Anselm Weber und Gerd Heinz zu sehen war. Danach war er als freier Schauspieler und als Gastschauspieler an verschiedenen Theatern tätig.
Er spielte dort ein breites Repertoire, das Stücke der Antike, von William Shakespeare, die deutschsprachigen Autoren der Klassik, insbesondere aber auch Stücke der Moderne und des zeitgenössischen Theaters umfasste. Rühring wurde anfangs im Rollenfach des jugendlichen Helden und jugendlichen Liebhabers besetzt, übernahm jedoch bald auch verstärkt das Charakterfach.
Zu seinen Bühnenrollen gehörten unter anderem: D’Artagnan in Die drei Musketiere (1977, Regie: Jérôme Savary), Oswald in Gespenster (1978, Mannheim), die Titelrolle in Richard III. (1979, Regie: Jürgen Bosse), Major von Tellheim in Minna von Barnhelm (1985, Regie: Jürgen Kloth), Mackie Messer in Die Dreigroschenoper (1987, Regie: Klaus Weise), Moritz in Trilogie des Wiedersehens von Botho Strauß (1987, Regie: Jürgen Bosse), der Kunde in dem Zweipersonenstück In der Einsamkeit der Baumwollfelder von Bernard-Marie Koltès (1988, Regie: Jürgen Bosse), Edgar in König Lear (1990, Regie: Jürgen Bosse), Marat in Marat/Sade (1992, Regie: Hans Kresnik), Joe in Engel in Amerika von Tony Kushner (1993, Regie: Jürgen Bosse), Professor Gollwitz in Der Raub der Sabinerinnen (1993, Regie: Jürgen Bosse), Gerichtsrat Walter in Der zerbrochne Krug (1997/1998, Regie: Amélie Niermeyer), Doktor in Woyzeck (1999–2001, Regie: Stéphane Braunschweig), Doktor Herdal in Baumeister Solness (2003, Staatstheater Stuttgart, Regie: Jacqueline Kornmüller) und Speer in Kasimir und Karoline (2004, Münchner Volkstheater, Regie: Florian Fiedler).
Seit 2007 war er regelmäßig als Gast wieder am Nationaltheater Mannheim engagiert; in der Spielzeit 2010/11 übernahm er dort die Rolle des Oberst Pickering in dem Musical My Fair Lady. Er gastierte mit der Rolle des alten Harry in der musikalischen Revue Jetzt oder Nie – Die Comedian Harmonists II am Theater am Kurfürstendamm (2005/06) und an der Komödie Düsseldorf (2008). 2007 trat er am Deutschen Theater in Berlin in dem Theaterstück Die Probe–Der brave Simon Korach von Lukas Bärfuss auf.
Von März bis Mai 2014 spielte er den Besitzer des Nachtclubs im Musical La Cage aux Folles in der Berliner Bar jeder Vernunft, ab 2021 verkörperte er alternierend die Rolle des Herrn Schultz im Musical Cabaret im Berliner Tipi am Kanzleramt.

### Film und Fernsehen
Rühring wirkte auch in zahlreichen Kinofilmen und Fernsehproduktionen mit. Er spielte die Rolle von Richard Arnold Bermann in dem mit zahlreichen Oscars ausgezeichneten Liebesdrama Der englische Patient (1996). Außerdem war er in den Kinofilmen Manila von Romuald Karmakar, Bandits und Baader zu sehen. 2007 spielte er in der Schweizer Filmkomödie Chicken Mexicaine die Rolle des Gefängnisdirektors Schwerdfeger. In dem mehrteiligen Doku-Drama Speer und Er stellte er Karl Dönitz dar. In dem ZDF-Fernsehfilm Sterne leuchten auch am Tag (2004) verkörperte er an der Seite von Veronica Ferres die Rolle des alten Ehemanns Herr Morgenthal, der seiner unheilbar an Krebs erkrankten Ehefrau auf deren Wunsch hin aktive Sterbehilfe gewährt.
Er hatte außerdem regelmäßig Episodenrollen in mehreren Fernsehserien, unter anderem in den Fernsehserien Für alle Fälle Stefanie, Großstadtrevier, Notruf Hafenkante (2008, als Schuldirektor Weinrich), SOKO 5113 und Polizeiruf 110. Außerdem wirkte er in mehreren Episoden der Krimireihe Tatort mit, zuletzt 2009 als Herr Bäuerle, der seine vermisste Stieftochter identifizieren muss, in dem Lena-Odenthal-Tatort Vermisst.
Von März 2011 bis März 2012 war er in der ARD-Fernsehserie Rote Rosen in der Rolle des alteingesessenen Lüneburger Apothekers Achim Meissner zu sehen. Er gehörte zum Hauptcast der Serie, ehe seine Rolle nach Indien ging. Im Mai 2012 folgte ein kurzer Gastauftritt.
In der Fernsehserie In aller Freundschaft – Die jungen Ärzte (Erstausstrahlung: August 2016) hatte er eine Episodenhauptrolle als 70-jähriger, suizidaler Patient Albert Runge. Im Januar 2018 war Rühring in der ZDF-Krimireihe Taunuskrimi im Film Im Wald in einer Nebenrolle als alter katholischer Dorfpfarrer Adalbert Maurer, der Opfer eines Gewaltverbrechens wird, zu sehen. Zuletzt stand er 2021 vor der Kamera.
Peter Rühring starb über drei Monate vor seinem 83. Geburtstag in Berlin.

## Filmografie (Auswahl)
- 1988: Land der Väter, Land der Söhne
- 1990: Der Hammermörder (Fernsehfilm)
- 1996: Workaholic
- 1996: Der englische Patient (The English Patient)
- 1997: Für alle Fälle Stefanie (Fernsehserie; Folge: Rätselhafte Einstiche)
- 1997: Die drei Mädels von der Tankstelle
- 1997: Bandits
- 1997: Sophie – Schlauer als die Polizei (Fernsehserie; Folge: Der Kranz des Todes)
- 1998–1999: Nikola (Fernsehserie, zwei Folgen)
- 1999: Das Biest im Bodensee (Fernsehfilm)
- 1999: Nichts als die Wahrheit
- 1999: Die Cleveren (Fernsehserie; Folge: Schach der Dame)
- 2000: Manila
- 2001: Die Manns – Ein Jahrhundertroman (Fernsehfilm)
- 2001: Mein Leben und ich (Fernsehserie; Folge: Die Liste)
- 2001: Tatort: Mördergrube (Fernsehreihe)
- 2001: Polizeiruf 110: Die Frau des Fleischers (Fernsehreihe)
- 2002: Die Rückkehr
- 2002: Baader
- 2002; 2004: SOKO 5113 (Fernsehserie, zwei Folgen)
- 2003: Es wird etwas geschehen (Kurzfilm)
- 2003: Der Bulle von Tölz: Malen mit Vincent (Fernsehserie)
- 2003: Um Himmels Willen (Fernsehserie; Folge: Gefahrenzone)
- 2003: Großstadtrevier (Fernsehserie; Folge: Motorrad-Gottesdienst)
- 2003: Ritas Welt (Fernsehserie; Folge: Gisis Puppe)
- 2003: Abschnitt 40 (Fernsehserie; Folge: Seelenfrieden)
- 2003: Broti & Pacek – Irgendwas ist immer (Fernsehserie; Folge: Lauschangriff)
- 2004: Tatort: Abschaum
- 2004: Tatort: Odins Rache
- 2004: Sterne leuchten auch am Tag (Fernsehfilm)
- 2004: Polizeiruf 110: Die Maß ist voll
- 2005: Merry Christmas (Joyeux Noël)
- 2005: Das geheime Leben meiner Freundin
- 2005: Speer und Er (Fernsehfilm)
- 2006: Die Familienanwältin (Fernsehserie; Folge: Mutterliebe)
- 2007: 2030 – Aufstand der Alten (Fernsehfilm)
- 2007: Chicken Mexicaine
- 2007: Für den unbekannten Hund
- 2008: Notruf Hafenkante (Fernsehserie; Folge: Sorge um Ole)
- 2008: Tatort: Erntedank e. V.
- 2009: Tatort: Vermisst
- 2009: Richterin ohne Robe (Fernsehfilm)
- 2010: Die Tochter des Mörders (Fernsehfilm)
- 2011: SOKO Kitzbühel (Fernsehserie; Folge: Töten ist Silber)
- 2011: Carl & Bertha (Fernsehfilm)
- 2011–2012: Rote Rosen (Fernsehserie)
- 2012: Spreewaldkrimi: Feuerengel (Fernsehreihe)
- 2015: Die Pfefferkörner (Fernsehserie; Folge: Die Superhelden)
- 2016: In aller Freundschaft – Die jungen Ärzte (Fernsehserie; Folge 60: Ängste)
- 2016: Morden im Norden (Fernsehserie; Folge: Ausgespielt)
- 2018: Im Wald – Ein Taunuskrimi (Fernsehreihe)
- 2019: In aller Freundschaft (Fernsehserie; Folge 846: Manneskraft)
- 2021: Erzgebirgskrimi – Verhängnisvolle Recherche (Fernsehreihe)

## Tod
Peter Rühring starb im April 2025 im Alter von 82 Jahren in Berlin.